# Telões (Amarante)
Telões ist eine Gemeinde im Nordwesten Portugals.
Telões gehört zum Kreis Amarante im Distrikt Porto, besitzt eine Fläche von 14,5 km² und hat 3939 Einwohner (Stand 19. April 2021).